# Wolfgang von Drigalski

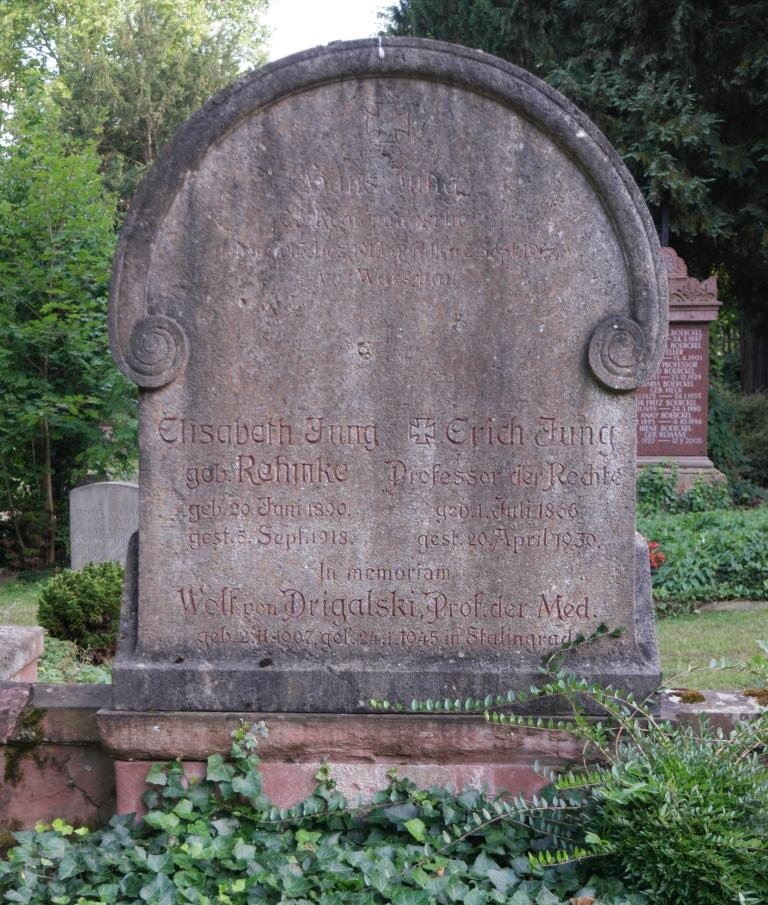
Epitaph für Wolfgang von Drigalski auf dem Hauptfriedhof Mainz

Wolfgang von Drigalski, meist Wolf von Drigalski (* 2. November 1907 in Halle (Saale); † 19. Januar 1943 (vermisst) in Stalingrad), war ein deutscher Internist und Hochschullehrer.

## Leben
Das Abitur legte der Sohn des Hygienikers Wilhelm von Drigalski 1925 am Stadtgymnasium Halle ab. Danach begann er an der Philipps-Universität Marburg Medizin zu studieren. Er wurde im
 Corps Rhenania Straßburg zu Marburg aktiv und bewährte sich als Subsenior und Senior. Als Inaktiver wechselte er an die Albert-Ludwigs-Universität Freiburg, die Ruprecht-Karls-Universität Heidelberg und die  Friedrich-Wilhelms-Universität zu Berlin. In Berlin bestand er 1930 das Staatsexamen. Mit einer Doktorarbeit an der II. Medizinischen Klinik der Charité wurde er 1932 zum Dr. med. promoviert. Vorübergehend in Königsberg (Preußen), ging er 1932 an die Universität Leipzig. Zum 1. Mai 1933 trat er der NSDAP bei (Mitgliedsnummer 2.984.708). Am 11. Juli 1933 wurde er Mitglied der Motor-SA, später NSKK. Von 1935 bis 1938 war er an der  Medizinischen Akademie Danzig tätig. 1938 habilitierte er sich an der heimatlichen Friedrichs-Universität Halle. Er erhielt die Oberarztstelle an der Medizinischen Poliklinik und wurde 1939 zum Dozenten ernannt.
In Lehrgängen und Übungen wurde er ab 1936 militärisch zum Unterarzt ausgebildet. Im August 1939 zur Wehrmacht eingezogen, wurde er im Oktober 1939 freigestellt und als kommissarischer Leiter der Inneren Abteilung des Stadtkrankenhauses Posen eingesetzt. Nachdem er sich mit dem Gesundheitsführer des Warthelandes überworfen hatte, wurde er im Januar 1942 fristlos entlassen. Er kehrte nach Halle zurück, wurde aber im März 1942 erneut – zur Bewährung – einberufen. Seit der Schlacht um Stalingrad vermisst, wurde er postum zum  apl. Professor ernannt.
Drigalski ist der Vater der Ärztin Dörte von Drigalski.

## Weitere Mitgliedschaften
- Nationalsozialistischer Deutscher Ärztebund
- Nationalsozialistische Volkswohlfahrt, tätig für das Hauptamt für Volksgesundheit.